# Gatuprostitution
| Gatuprostitution |
| --- |
| Prostituerad på en gata i Turin 2005. - Betydelse – prostitution som marknadsförs i gatumiljöer - Exempel på miljö – prostitutionsstråk - Skiljs från – virtuell prostitution (via webbkamera), bordell, eskorttjänster |

Gatuprostitution är en form av prostitution och sexarbete. Kunden rekryteras (sexsäljaren söks upp) i gatumiljöer, medan själva de sexuella handlingarna kan ske någon annanstans. Detta kan vara i kundens bil, hemma hos kunden eller sexsäljaren eller på ett hotell.
Gatuprostitution kan även förekomma i parker och andra offentliga miljöer. Ett område i en stad med en koncentration av gatuprostituerade kan beskrivas som ett prostitutionsstråk. Ofta beskrivs gatuprostitutionen som ett "träsk", bland annat utifrån svårigheten för många prostituerade att förbättra sin livssituation och arbetsvillkor.
Enligt uppgifter från 2007 hade gatuprostitution i många fall ersatts av olika typer av eskortservice – med prostituerade som kontaktas via telefon eller Internet. Detta antas ha skett både i länder där prostitution motarbetas och i andra länder. I USA är prostitution för det mesta olagligt, medan eskorttjänster där ibland kan anses hamna i en gråzon. I likhet med andra typer av prostitution eller sexarbete genererar gatuprostitution ofta pengar till den informella sektorn av ekonomin.